# Władysław Kotkowski
Władysław Kotkowski (ur. ok. 1840, zm. 27 listopada 1866 w Irkucku) – uczestnik konspiracji poprzedzającej wybuch powstania styczniowego, zesłaniec syberyjski, jeden z przywódców powstania zabajkalskiego w 1866.
W 1862 jako aplikant urzędu celnego w Warszawie, został członkiem policji narodowej, stworzonej dla ochrony tajnych władz narodowych. 8 listopada 1862 przeprowadził udaną akcję likwidacji Pawła Felknera, naczelnika tajnego wydziału kancelarii namiestnika. W czasie branki, wcielony do armii rosyjskiej i przewieziony do Charkowa. W 1865 w wyniku dekonspiracji został uwięziony w Cytadeli Warszawskiej i skazany przez warszawski sąd wojenny na 15 lat katorgi na Syberii. Wiosną 1866 znalazł się w okolicach Irkucka. Nawiązał kontakt z tajnym sprzysiężeniem Gustawa Szaramowicza.
Znalazł się w grupie tzw. 146 Polaków z tzw. katorgi uprzywilejowanych (składającej się z osób pochodzenia szlacheckiego). Został zastępcą przywódcy tej partii Jakuba Reinera. 26 czerwca przystąpił do powstania i połączył się z konnym oddziałem Leopolda Eliaszewicza. 27 czerwca wziął udział w bitwie pod Miszychą. Został dowódcą drugiego plutonu strzelców Legionu Wolnych Polaków. Bezskutecznie próbował się przebić w kierunku granicy chińskiej. 9 sierpnia został pojmany przez kozaków.
19 listopada 1866 ogłoszono wyrok: na karę śmierci skazano siedmiu przywódców powstania. Ostatecznie rozstrzelano czterech: Narcyza Celińskiego, Gustawa Szaramowicza, Władysława Kotkowskiego i Jakuba Reinera. Wyrok wykonano 27 listopada 1866 w Irkucku na przedmieściu Uszakowka, za rogatką "jakucką", u podnóża gór w pobliżu rzeki Angary.
Kornel Ujejski na wieść o krwawym stłumieniu tego powstania i egzekucji jego przywódców napisał wiersz Na zgon rozstrzelanych w Irkucku.
Przed wykonaniem wyroku Kotkowski napisał list do rodziców. List ten, wraz z innymi listami skazańców, władze rosyjskie wysłały je do Petersburga, gdzie Aleksander II, wydał polecenie niedoręczenia ich adresatom.